# Eduard Jahn
Eduard Adolf Wilhelm Jahn (Berlijn, 20 mei 1871 - Hann. Münden, 23 januari 1942) was een Duits bioloog en mycoloog.
Jahn studeerde natuurwetenschappen aan de Universiteit van Berlijn, in het bijzonder biologie, totdat hij in 1894 promoveerde bij Simon Schwendener. Daarna slaagde hij voor het lerarenexamen en gaf hij tot 1921 les in Berlijn-Charlottenburg op de middelbare school. Van 1921 tot 1938 was hij hoogleraar botanie en mycologie aan de  Forstakademie Hann. Münden. Van 1933 tot aan zijn pensionering in 1938 stond hij aan het hoofd van de Instituut voor Plantkunde en Technische Mycologie. Zijn specialiteit waren de myxomyceten, maar hij werkte ook met myxobacteriën. Zijn beroep was op antisemitische gronden gericht tegen de mycoloog Richard Falck, die democraat en jood was.
In november 1933 tekende hij namens de Bekenntnis der deutschen Professoren zu Adolf Hitler.
Het schimmelgeslacht Jahnula is vernoemd naar Jahn. 1936 en daarmee de orde van de Jahnulales.